# Грунерт, Иоганн Август
Иоганн Август Грунерт (нем. Johann August Grunert; 2 февраля 1797, Галле — 7 июля 1872) — немецкий математик и физик.
С 1833 года являлся профессором в Грейфсвальде. Также вёл все теоретические и практические математические занятия в Эльденской академии.

## Работы
Избранные работы:
- Die Kegelschnitte (1823);
- Die Statik fester Körper (1826);
- Elemente der ebenen, sphärischen u. sphäroidischen Trigonometrie (1837);
- Optische Untersuchungen (1846—1851);
- Loxodrom. Trigonometrie (1849);
- De area trianguli loxodromici in superficie ellipsoidis (1856);
- Theorie der Sonnenfinsternisse (1855)

Его учебники для средних и высших школ выдержали много изданий. Грунерт также окончил «Wörterbuch der reinen Mathematik» Клюгеля (с буквы Т) и издал к нему Supplemente. Он издавал с 1841 г. «Archiv für Mathematik u. Physik», в 55 томе которого — биография Грунерта, написанная Курце.